# Omicron1 Orionis
Título a ser usado para criar uma ligação interna é Omicron1 Orionis.
Omicron1 Orionis (4 Orionis) é uma estrela na direção da constelação de Orion. Possui uma ascensão reta de 04h 52m 31.96s e uma declinação de +14° 15′ 02.8″. Sua magnitude aparente é igual a 4.71. Considerando sua distância de 542 anos-luz em relação à Terra, sua magnitude absoluta é igual a −1.39. Pertence à classe espectral M3Sv.